# Mantispidae
Mantispidae zijn een familie van insecten die behoren tot de orde netvleugeligen (Neuroptera). De familie omvat wereldwijd ongeveer 400 soorten.

## Kenmerken
Ze worden gekenmerkt door de bouw van het voorste potenpaar dat zich ontwikkeld heeft door grote vangpoten. Ze doen hierdoor denken aan bidsprinkhanen wat ook in de wetenschappelijke naam terug te vinden is; mantis verwijst naar de bidsprinkhanen. De vleugelspanwijdte bedraagt 1 tot 5,5 cm.

## Voortplanting en ontwikkeling
De eieren worden meestal afgezet op boomschors. De uitgekomen larven voeden zich meestal met spinneneieren.

## Verspreiding en leefgebied
Deze familie komt wereldwijd voor in de tropen en subtropen in halfdroge bossen en struwelen.

## Taxonomie
De Mantispidae zijn onderverdeeld in de volgende onderfamilies:
- Calomantispinae
- Drepanicinae
- Mantispinae
- Mesomantispinae
- Symphrasinae